# Невід

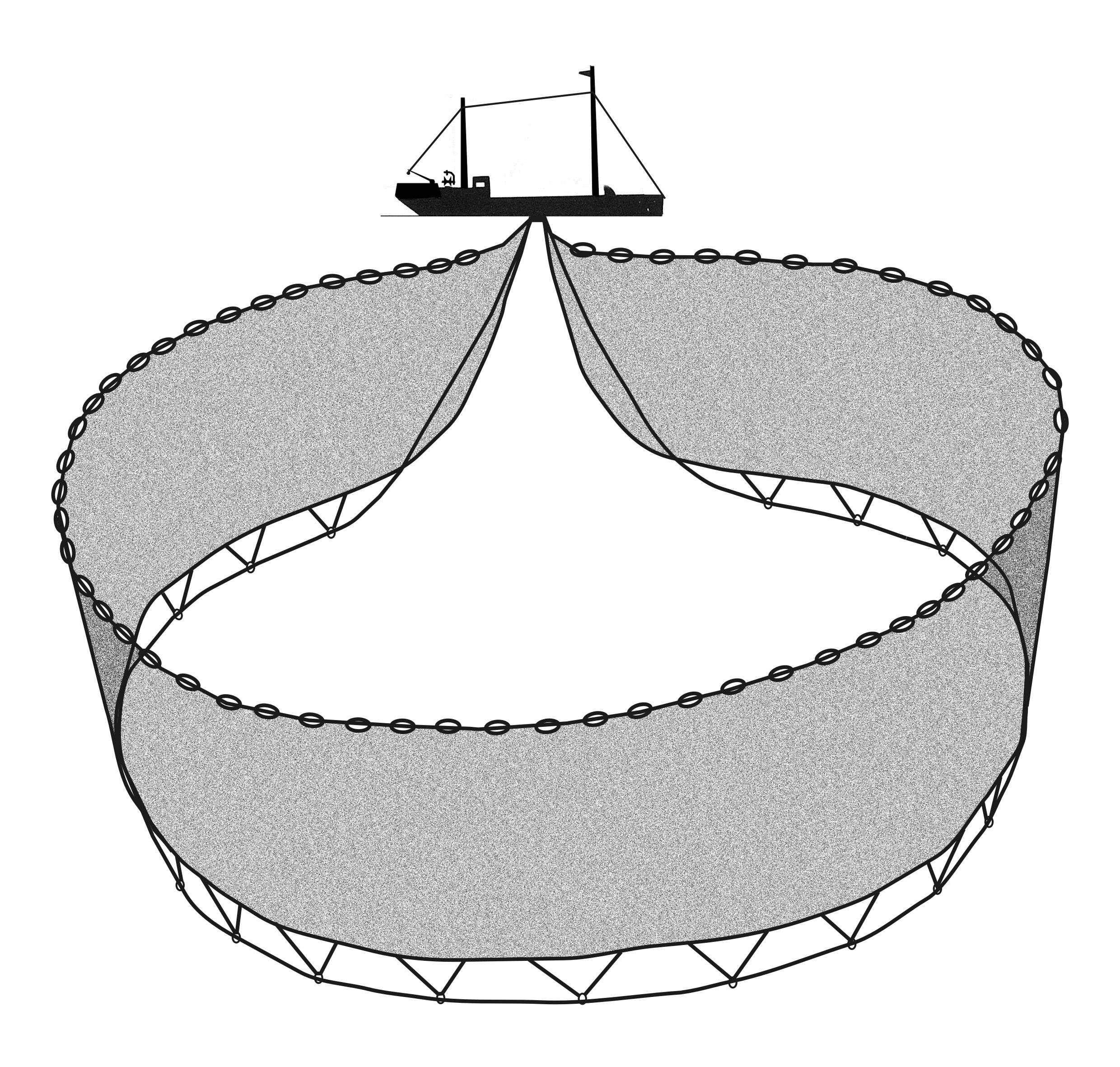
Невід

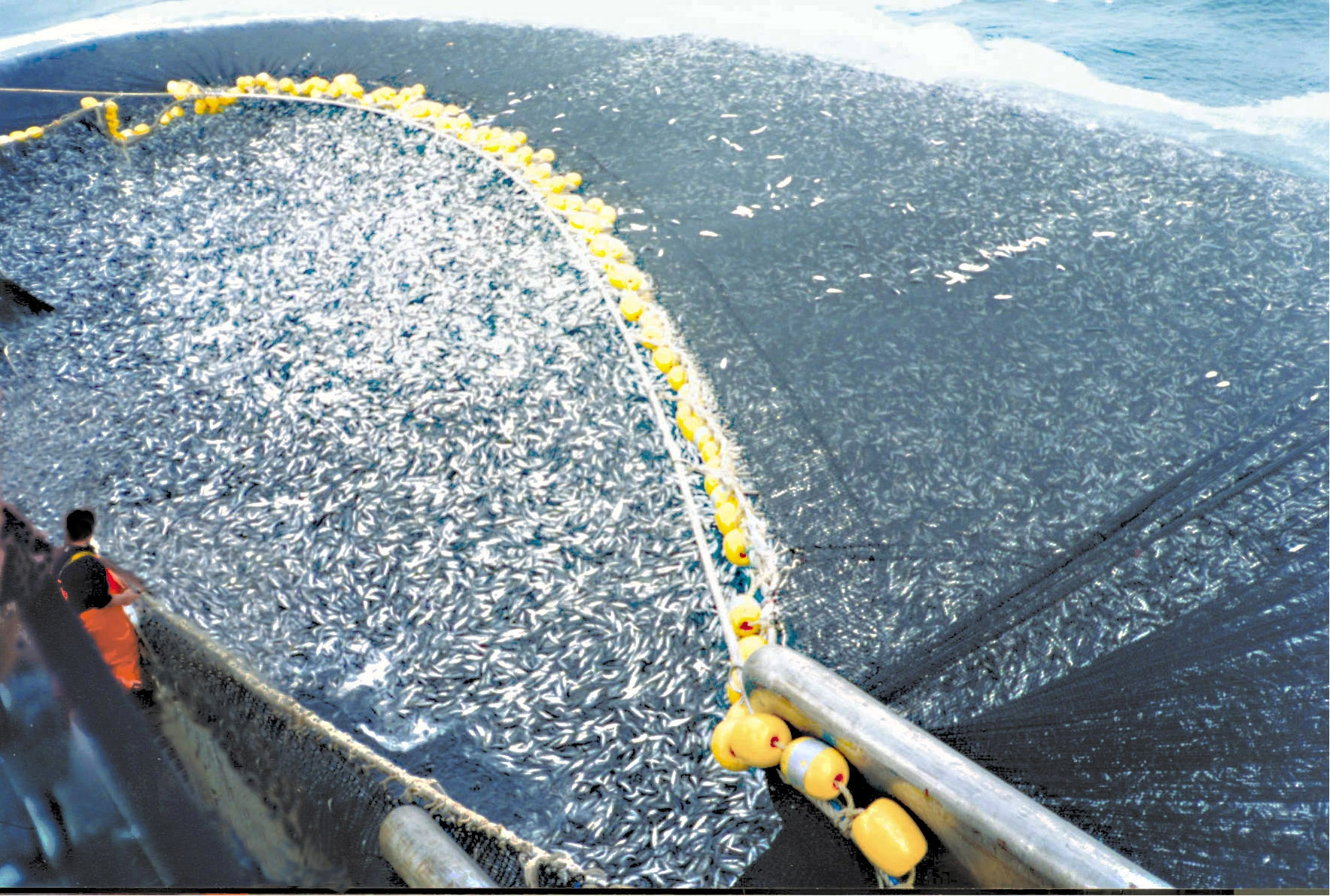
Невід з 400 тонами ставриди, Чилі

Не́від — велике мережеве відціжувальне знаряддя ловлі, що складається з мережного полотна і канатів, що застосовується для ловлі риби у великих кількостях в річковому, озерному, прибережному і морському (океанічному) рибальстві. Принцип ловлі більшості неводів засновано на обгортанні скупчень риби і витягуванні сітки з уловом на берег або на борт судна. Основна відмінність невода від рибальських тенет полягає в тому, що невід — це рухливе знаряддя ловлі і дрібні вічка невода призначені для проціджування крізь нього води при вибірці, а не для заплутування в ній риби зябровими кришками. При вибірці невода спіймана риба залишається на мережевому полотні або скочується в спеціальний мішок в середній частині невода — матню, або куток.
За способом ловлення неводи поділяють на чотири типи — закидні неводи, обкидні неводи, донні неводи та ставні неводи — найрізноманітніша група, яку відносять до особливого типу стаціонарних прибережних знарядь ловлі — пасток. За місцем ловитви розрізняють неводи річкові, озерні і морські.

## Закидні неводи
Відносяться до найстаріших знарядь ловлення й застосовуються при береговій ловлі, коли мережу поступово закидають з човна у вигляді дуги (вершиною спрямованою у протилежний від берега бік), а витягують на берег. Нині закидні неводи використовують переважно на таких внутрішніх водоймах як річки, озера і водосховища. У зимову пору закидні неводи опускають під лід через велику довгасту ополонку — мойну і потім простягають дугою за допомогою допоміжних дрібних лунок.

## Обкидні неводи
Головним чином морські (іноді озерні) неводи, що застосовуються далеко від берега і обирані на облавок судна. Найпримітивнішими за конструкцією і способом ловлі є розпірні неводи, які зрідка застосовуються для риболовлі на мілководдях морів й озер. Їхня будова нагадує закидні неводи. Високопродуктивнішими знаряддями діяльної ловлі серед обкидних неводів, використовуваних удалині від берега, є кошелькові неводи. Принцип ловлення кошелькового неводу складається в обмітанні величезною мережевою стінкою навколо виявленого косяка риби і подальшому стягуванні нижньої частини невода на зразок кошеля або кисета. При цьому спіймана риба залишається всередині чаші неводу. Потім невід вибирають на облавок судна, а пійману рибу зливають в особливу частину невода, звану злив, або тирло, звідки її потім і вибирають.

## Ставні неводи
Ставний невід — це стаціонарне рибальське знаряддя, принцип дії якого засновано на установленні на шляху риби нерухомої перешкоди «крила», яке спрямовує її до пастки. Висота бічних стінок пастки, як правило, досягає поверхні води. Довжина крила зазвичай коливається від 250 до 100 м. Ставні неводи використовують у великих водоймах і прибережному морському промислі лосося, мойви, оселедця, терпуги, корюшки, салака тощо. Риба, спіймана ставним неводом, залишається неушкодженою і довгий час зберігається живою всередині пастки. Крім того, ставні неводи застосовують на мулистому дні або при підлідної ловлі, коли використання інших засобів ловлення ускладнено. Основними недоліками ставного невода є складність збирання, дорожнеча великих неводів і схильність до руйнування при поганій погоді.

## Донні неводи
Невеликі неводи, що застосовуються головним чином для прибережного донного озерного і морського ловлення з малих суден або з берега. До цієї підгрупи неводів відноситься мутни́к, або густий невід, майже тотожна з ним за будовою механізована черпа́чка й деякі інші знаряддя лову. За способом ловлі донні неводи ставляться до другої підгрупи відціжувальних знарядь ловлі — тральних знарядь ловлі, а за будовою і технікою ловлі займають проміжне положення між закидними неводами і донними тралами, представляючи собою мережевий мішок з короткими неводними крилами, матнею і кутком в центрі.
Донним неводом, як і закидним неводом, обмітають ділянку водойми з берега або з облавку судна, охоплюючи мережею з дуже довгими урізами (ваєрами) велику ділянку дна. Потім здійснюється вибірка і тяга невода за урізи (що досягають деколи довжини 1500—2000 м) за допомогою катеринки або власним ходом судна. Урізи, переміщаючись дном, скаламучують мул і пісок (звідси назва «мутник») і відлякують рибу, яка переміщається до центру обмітанного простору.
Мутники і механізовані черпачки застосовують для ловлі бичків в Азовському морі, снюрреводи — для промислу камбали, минтаю і тріски удалині від берега на морських банках у водах Далекого Сходу.